# Affinity Designer
Affinity Designer (简称 “AD” )是由Serif (Europe) Ltd开发的一款基于Windows与macOS平台的矢量图形设计软件。它是被列进苹果Mac App Store和iTunes Store2014年macOS “Best of 2014”裏的app之一，并在2015年荣获 “苹果设计奖”。
Affinity Designer能打开便携式文档格式(PDF)，Adobe Photoshop，Adobe Illustrator的文件，它也能导出那些格式以及可缩放向量图形(SVG)和EPS等格式的文件。
2016年11月，Microsoft Windows版的Affinity Designer开始发售。